# سرای (آب‌شوران)
سرای (به لاتین: Saray) یک منطقه مسکونی در جمهوری آذربایجان است که در شهرستان آب‌شوران واقع شده است. سرای ۱۰۶۹۳ نفر جمعیت دارد. سرای پرجمعیت‌ترین ناحیه پس از خردلان در این شهرستان است.